# Alterra Group
Alterra Group — українська девелоперська компанія, що спеціалізується на нерухомості для бізнесу з офісами у Львові та Києві. У портфелі компанії 43 об’єкти нерухомості, у яких 72.000 квадратних метрів на етапі девелопменту та 175.000 в управлінні. Alterra Group активно розвиває послугу Built-to-Suit, яка передбачає будівництво об'єкта для підприємств, під індивідуальні потреби замовника, з урахуванням усіх бізнес-процесів.

## Історія
Компанія Alterra Group заснована Дмитром та Вікторією Ковальчуками 11 грудня 2015 року у місті Києві.
У 2020 році було реалізовано проєкт Palo Alto, який передбачав реновацію старого складського приміщення в Києві і перетворення його на бізнес-центр для ІТ-сектору.
У червні 2021 року розпочалося будівництво Port Lviv, найбільшого логістичного центру на 77 000 м² на Заході України. Жовтень 2022 року ознаменувався здачею в експлуатацію 8-ї черги цього проєкту. Поряд із складськими, виробничими та торговими приміщеннями, центр має власне озеро.
У березні 2023 року завершилося будівництво Jam, автономного складського комплексу площею 2 000 м², а також розпочалося будівництво Prostir, бізнес-хабу у Львівській області, який поєднує складські, виробничі та торгові приміщення.
У травні того ж року Вікторія Ковальчук увійшла до рейтингу десяти найкращих CEO воєнної доби.
У червні Alterra Group потрапила до списку від Forbes Ukraine NEXT-250 компаній України.
У грудні 2023 року стартувало будівництво Формація.Львів, індустріального парку для підтримки вітчизняних виробників.